# Московський (Єкатеринбурзький міський округ)
Моско́вський (рос. Московский) — селище у складі Єкатеринбурзького міського округу Свердловської області.
Населення — 715 осіб (2010, 1480 у 2002).
Національний склад станом на 2002 рік: росіяни — 80 %.